# Coniopteryx (Coniopteryx) kaindiensis
Coniopteryx (Coniopteryx) kaindiensis is een insect uit de familie van de dwerggaasvliegen (Coniopterygidae), die tot de orde netvleugeligen (Neuroptera) behoort. 
Coniopteryx (Coniopteryx) kaindiensis is voor het eerst wetenschappelijk beschreven door New in 1988.